# Lowry (South Dakota)
Lowry is een plaats (town) in de Amerikaanse staat South Dakota, en valt bestuurlijk gezien onder Walworth County.

## Demografie
Bij de volkstelling in 2000 werd het aantal inwoners vastgesteld op 10.
In 2006 is het aantal inwoners door het United States Census Bureau geschat op 9, een daling van 1 (-10,0%).

## Geografie
Volgens het United States Census Bureau beslaat de plaats een oppervlakte van
0,6 km², geheel bestaande uit land. Lowry ligt op ongeveer 568 m boven zeeniveau.

## Plaatsen in de nabije omgeving
De onderstaande figuur toont nabijgelegen plaatsen in een straal van 32 km rond Lowry.